# Gurbediu, Bihor
Gurbediu este un sat în comuna Tinca din județul Bihor, Crișana, România.
Aici, în Pădurea Goroniște, se află Poiana cu narcise, locul unde cresc spontan narcise din specia  Narcissus augustifolius, la cea mi mică altitudine din țară (100 m).